# Fremont (Caroline du Nord)
Fremont est une ville américaine située dans le comté de Wayne dans l'État de Caroline du Nord. En 2010, sa population était de 1 255 habitants.

## Démographie
| 1880 | 1890 | 1900 | 1910 | 1920  | 1930  |
| ---- | ---- | ---- | ---- | ----- | ----- |
| 246  | 377  | 435  | 951  | 1 294 | 1 316 |

| 1940  | 1950  | 1960  | 1970  | 1980  | 1990  |
| ----- | ----- | ----- | ----- | ----- | ----- |
| 1 264 | 1 395 | 1 609 | 1 596 | 1 736 | 1 710 |

| 2000  | 2010  | - | - | - | - |
| ----- | ----- | - | - | - | - |
| 1 463 | 1 255 | - | - | - | - |

## Source de la traduction
- (en) Cet article est partiellement ou en totalité issu de l’article de Wikipédia en anglais intitulé « Fremont, North Carolina » (voir la liste des auteurs).